# Adi Śankara

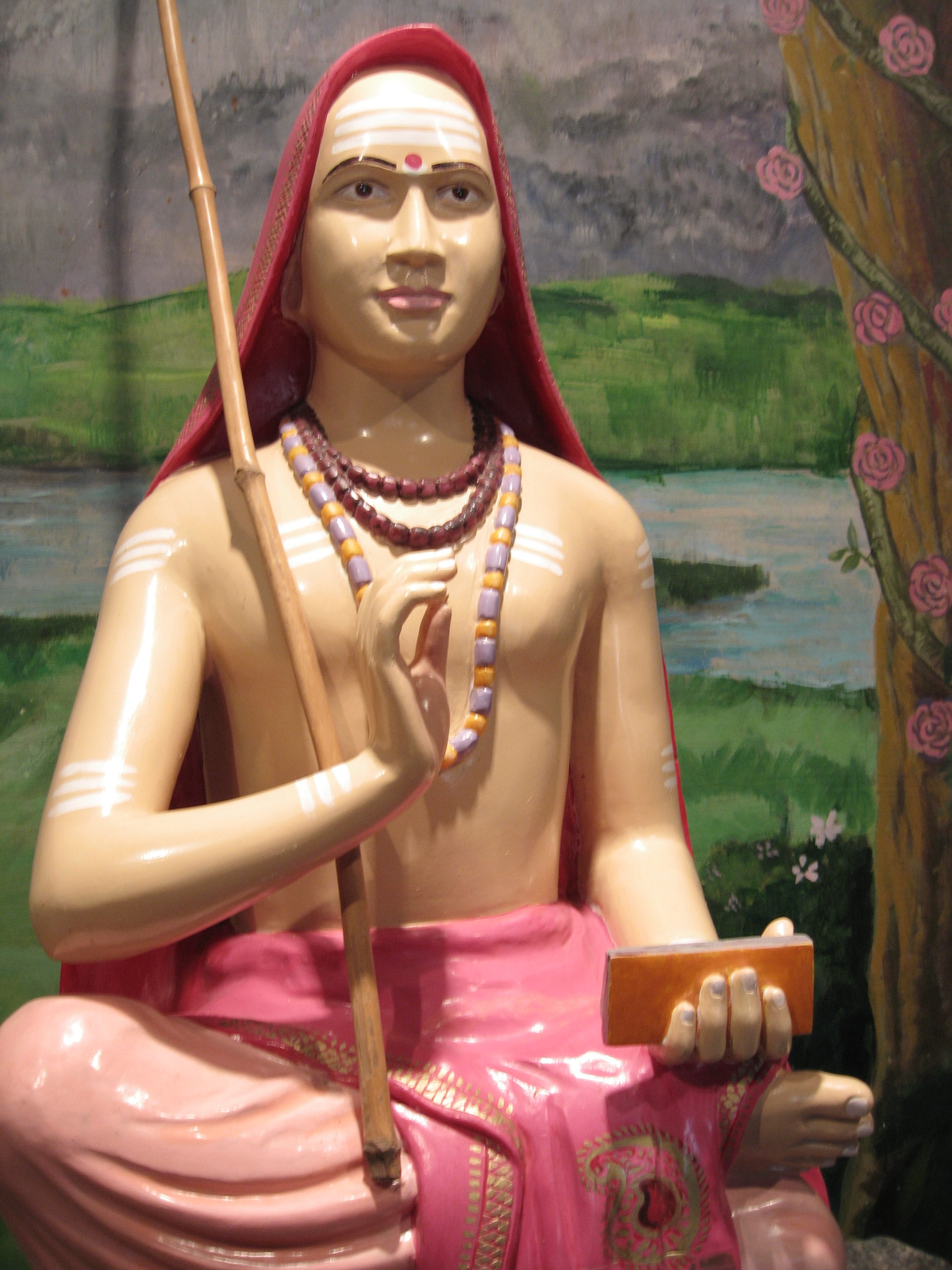
Adi Śankara – posąg w mandirze w Mysore

Adi Śankara (dewanagari आदि शङ्कर, czyli Pierwszy z Śankarów oraz आदि शंकराचार्य (Adi Śankaraćarja); także Śankara Bhagawatpadaćarja, czyli Nauczyciel u Stóp Boga; malajalam ആദി ശങ്കരന്; ang. Adi Shankara), ur. 788 w Shankarze (dzisiejsza Kerala), zm. 820 w Kedarnath (dzisiejsze Uttarakhand) (daty urodzenia i śmierci niepewne, jednak większość naukowców jest zgodna co do tego, że żył prawdopodobnie w VIII wieku) – indyjski mędrzec, myśliciel i reformator tradycji wedyjskiej oraz bramińskiej, założyciel największej i najbardziej wpływowej szkoły filozofii indyjskiej – adwajtawedanty. Esencją nauczania Adi Śankary była jedność atmana i bezpostaciowego Brahmana. Śankarę uważano w smartyzmie za częściowego awatara Śiwy. Słowo śankara w sanskrycie oznacza pokój czyniący.
Adi Śankara podróżował po Indiach, nauczając, propagując własny system filozoficzny oraz prowadząc dysputy z przedstawicielami innych szkół filozoficznych (darśan). Założył cztery klasztory (mathy), które odegrały ważną rolę w rozwoju i rozpowszechnieniu hinduizmu pobuddyjskiego i adwajtawedanty w Indiach oraz spadku popularności buddyzmu, był twórcą zakonu daśanami oraz tradycji Śanmata.

## Życiorys
Tradycyjne biogramy Śankary znajdują się w dziełach – Śankarawidźiajamach (trl. Śaṃkaravijayaṃ). Są to utwory poetyckie, zawierające mieszankę materiału historycznego i legendarnego. Do najważniejszych należą
- Madhawija Śankarawidźajam (z XIV wieku),
- Ćidiwilasija Śankarawidźajam
- Anandagirija Śankarawidźajam (z okresu między XV a XVII wiekiem) i
- Keralija Śankarawidźajam  (z Kerali, z XVII wieku).

### Kwestia datowania życia Śankary
Według opinii współczesnych naukowców, Śankara żył mniej więcej w VIII wieku n.e. Dokładnej daty urodzenia oraz śmierci nie da się ustalić. Według tradycji niektórych math (klasztorów) założonych przez Śankarę, żył w latach 788–820 lub też 509–477. Część źródeł podaje nawet daty 509 p.n.e. i 477 p.n.e. jako daty jego urodzenia i śmierci. Jest to jednak bardzo mało prawdopodobne, gdyż musiałby żyć w tym samym czasie co Budda. Biogram Śankary napisany przez Swamiego Nirdźananandę Saraswatiego podaje rok 686 jako datę urodzin Śankary, a 718 jako rok śmierci.

### Lata młodości
Według tekstów Śankara Widźajam Adi Śankara urodził się we wsi Kaladi, w Kerali (Indie), był synem Śiwaguru i Arjamby, którzy byli braminami.
Rodzice Śankary przez wiele lat byli bezdzietni. Modlili się w świątyni Waddakunnathan do Śiwy o dziecko. Według legendy, Śiwa pojawił im się w snach i pozwolił im wybrać: albo dostaną przeciętnego syna, który będzie żył długo, albo wybitnego, który jednak szybko umrze. Rodzice zdecydowali o wyborze drugiej propozycji. Wkrótce urodził im się syn, którego na cześć Śiwy nazwali Śankara.
Jego ojciec umarł, kiedy Śankara był młody. W wieku pięciu lat otrzymał podstawową edukację. Gdy miał osiem lat był już znawcą Wed. Jako chłopiec, według zwyczaju, mieszkał i studiował u swego nauczyciela.

### Sannjasa
Już od młodego wieku Śankara pragnął zostać sannjasinem, jego matka jednak sprzeciwiała się temu. Niektóre źródła podają, że kiedy młody Śankara kąpał się w rzece, jego nogę chwycił krokodyl i zaczął go wciągać do wody. Jego matka znajdowała się w pobliżu, jednak nie była w stanie mu pomóc. Wtedy poprosił ją o pozwolenie na podjęcie sannjasy tuż przed śmiercią. Zrozpaczona, zgodziła się na to; wtedy Śankara wyrecytował mantry, sprawiające, że podjął sannjasę. Stał się cud i krokodyl go wypuścił.
Za pozwoleniem matki Śankara udał się do Indii północnych w poszukiwaniu swojego guru. Nad rzeką Narmada spotkał wedantyjskiego mistrza Gowindę Bhagawatpadę, ucznia Gaudapady. Ten zapytał młodzieńca o tożsamość i w odpowiedzi usłyszał wyrecytowany werset objaśniający filozofię adwajtawedanty. Zaimponowało to Gowindzie Bhagawatpadzie i przyjął Śankarę na swego ucznia (śiśja). Później Adi Śankara otrzymał od swego guru polecenia, aby napisać komentarz do Brahmasutr i propagować adwajtawedantę (Śankara postąpił zgodnie z nimi).
Według Madhawija Śankarawidźaji, przebywając z Gowinsą Bhagawatpadą Adi Śankara dokonał cudu – zatrzymał swoim garnuszkiem (kamandalu) powódź z rzeki Narmada, ratując swojego guru, który wówczas siedział, pogrążony w medytacji, w stanie samadhi.
Podczas swej misji rozpowszechniania adwajtawedanty Śankara udał się w podróż do Varanasi, gdzie pewien młodzieniec imieniem Sanandana z południowych Indii został jego pierwszym uczniem. Zgodnie z niektórymi źródłami, gdy Śankara szedł ze swoimi uczniami do mandiru Wiśwanath spotkał dalita razem z czterema psami. Uczniowie Śankary kazali mu się odsunąć, a on odpowiedział: Czy chcecie abym przesunął mojego niezniszczalnego atmana, czy to ciało zrobione z jedzenia?. Wówczas Śankara zrozumiał, że ów dalit był nikim innym jak samym Śiwą, a psy czterema Wedami, więc złożył mu pokłon i skomponował pięć ślok znanych jako Maniśa Pańćakam.
Gdy Śankara przebywał z uczniami w Badrinath, w Himalajach, napisał znane Baśje („komentarze [do świętych tekstów]”) i Prakarana granthy („traktaty filozoficzne”). Przekazywał ich nauki swym wyznawcom. Według opowieści dobrze rozumiał je Sanandana (pierwszy uczeń Śankary), inni zaś zazdrościli mu tej umiejętności. Aby przekonać pozostałych uczniów o wyższości Sanandany, pewnego razu Śankara zawołał go, gdy stali na przeciwnych brzegach Gangesu. Sanandana przeszedł po Gangesie, krocząc po kwiatach lotosu. Zachwycony tym wyczynem Śankara nadał Sanandanowi tytuł „Padmapada”.

### Spotkanie z Mandanamiśrą
Adi Śankara odbył znaną debatę z innym filozofem – Mandanamiśrą (uczniem Kumarili Bhatty) – przedstawicielem szkoły mimansy, przywiązującej wagę do rytuałów. Najpierw Śankara miał intencję poprowadzenia dysputy z Kumarilą Bhattą, jednak ten postanowił popełnić samobójstwo przez samospalenie, aby odpokutować za grzech, który popełnił, ucząc się filozofii buddyjskiej od mistrza, aby móc ją później skrytykować. Odesłał zatem Śankarę do swego ucznia – Mandanamiśry.
Śankara poprowadził debatę z Mandanamiśrą, gdzie żona Mandany – Ubhaja Bharati – „sędziowała”. Temat dotyczył tego, czy konieczne do osiągnięcia mokszy jest spełnianie rytuałów – Mandanamiśra uważał, że tak, a Śankara, że wystarczy poznanie Brahmana. Po długich dysputach Mandanamiśra oficjalnie uznał zwierzchnictwo i rację Śankary. Potem Ubhaja Bharati wyzwała Śankarę na kolejną dysputę, aby uwieńczyć jego zwycięstwo. Tym razem miała ona dotyczyć kamaśastry (wiedzy o miłości erotycznej). Śankara jako asceta nie miał żadnego pojęcia na ten temat, zatem poprosił o czas na uzyskanie tej wiedzy poprzez medytację. Ubhaja Bharati zmieniła jednak zdanie i nie miała już ochoty prowadzić debaty, zatem pozwoliła, aby jej mąż został sannjasinem i przyjął imię zakonne Sureśwaraćarja (tak uzgodniono podczas debaty). Mandanamiśra, zgodnie ze zwyczajem, jako pokonany w debacie, przyjął Śankarę na swego mistrza i później stał się jednym z jego najwybitniejszych i najistotniejszych uczniów.

### Dig-widźaja
Adi Śankara udał się razem ze swymi uczniami do Maharashtry i do Srisailam. W Srisailam ułożył Śiwanandalahari – dewocyjny hymn ku czci Śiwy. Madhawija Śankarawidźajam podaje, że Śankara został schwytany i miał być złożony w ofierze, jednak zjawił się przed nim Bóg jako Narasimha i uratował go (zrobił tak w odpowiedzi na modlitwy Padmapady). Śankara skomponował śtotrę Lakszmi-Narasimha (pieśń ku czci Lakszmi i Narasimhy), następnie pojechał do Gokarny, do świątyni ku czci Hari-Śankary i do świątyni Mukambika w Kollur. W Kollur przyjął na swego ucznia chłopca, uważanego przez swoich rodziców za niemego. Nadał mu imię Hastamalakaćarja (oznaczające „ten z owocem amalaka w dłoni”, co jest metaforą oznaczającą „ten, co urzeczywistnił atmana”). Później pojechał do Śringeri, założył tam klasztor Śringeri Śarada Pitham i przyjął na ucznia Totakaćarję.
Śankara rozpoczął swą Dig-widźaję (podróż misjonarską) mającą na celu propagowanie adwajtawedanty i konkurowanie z filozofiami przedstawiającymi sprzeczne doktryny. Podróżował po całych Indiach – od Indii Południowych do Kaszmiru i Nepalu – nauczając o swej filozofii zwykłych ludzi oraz prowadząc dysputy z filozofami hinduistycznymi i buddyjskimi, mnichami i uczonymi.
Razem z malajalskim królem Sudhanwą Śankara przeszedł przez terytorium Tamil Nadu, Andhra Pradesh i Widarbhy i rozpoczął podróż w kierunku Karnataki, gdzie został zaatakowany przez bandę ekstremistów religijnych, pragnących go zabić. Królowi Sudhanwie udało się jednak ich pokonać. Podróżni bezpiecznie dotarli do Gokarny, gdzie Śankara pokonał w debacie śiwaickiego uczonego – Nilakantę.
Następnie pojechał do Kambhodży, odwiedził świątynie Girnar, Somnath i Prabhasa, gdzie objaśniał swój system filozoficzny. Później udał się do Dwaraki. W Avanti pokonał w dyspucie filozoficznej przedstawiciela systemu filozoficznego – Bhedabheda. Wszyscy awantyjscy uczeni przyjęli jego nauki.
Następnie w miejscowości Bahlika Śankara pokonał w debacie na temat filozofii dźinistów i odniósł zwycięstwa w dyskusjach z kilkoma innymi filozofami i ascetami w północnym Kaszmirze, Daradzie i w licznych rejonach pustynnych. Potem Śankara przebył góry i dotarł do Kaszmiru. W rejonie Kamarupa spotkał także tantryka – Nawaguptę.

### Wstąpienie do Sarwadźnapity
Adi Śankara udał się do Sarwadźnapity w północnym Kaszmirze. Madhawija Śankarawidźajam podaje, że mandir ten miał czworo drzwi skierowanych w cztery strony świata. Drzwi od południa (reprezentujące Indie Południowe) były zamknięte, co oznaczało, że żadnemu uczonemu stamtąd pochodzącemu nie udało się jeszcze wejść do tej świątyni. Adi Śankara wstąpił tam dopiero po tym jak pokonał w debacie filozoficznej wszystkich obecnych tam uczonych.
Pod koniec życia Śankara pojechał do himalajskiego regionu Kedarnath-Badrinath, gdzie umarł i (według jego zwolenników) po śmierci osiągnął mokszę. W Kedarnath znajduje się Samadhi Mandir poświęcony Śankarze. Keralija Śankarawidźaja podaje mandir w Vadakkunnathan w Thrissur, w Kerali jako miejsce śmierci Śankary.

## Myśli filozoficzna i religijna

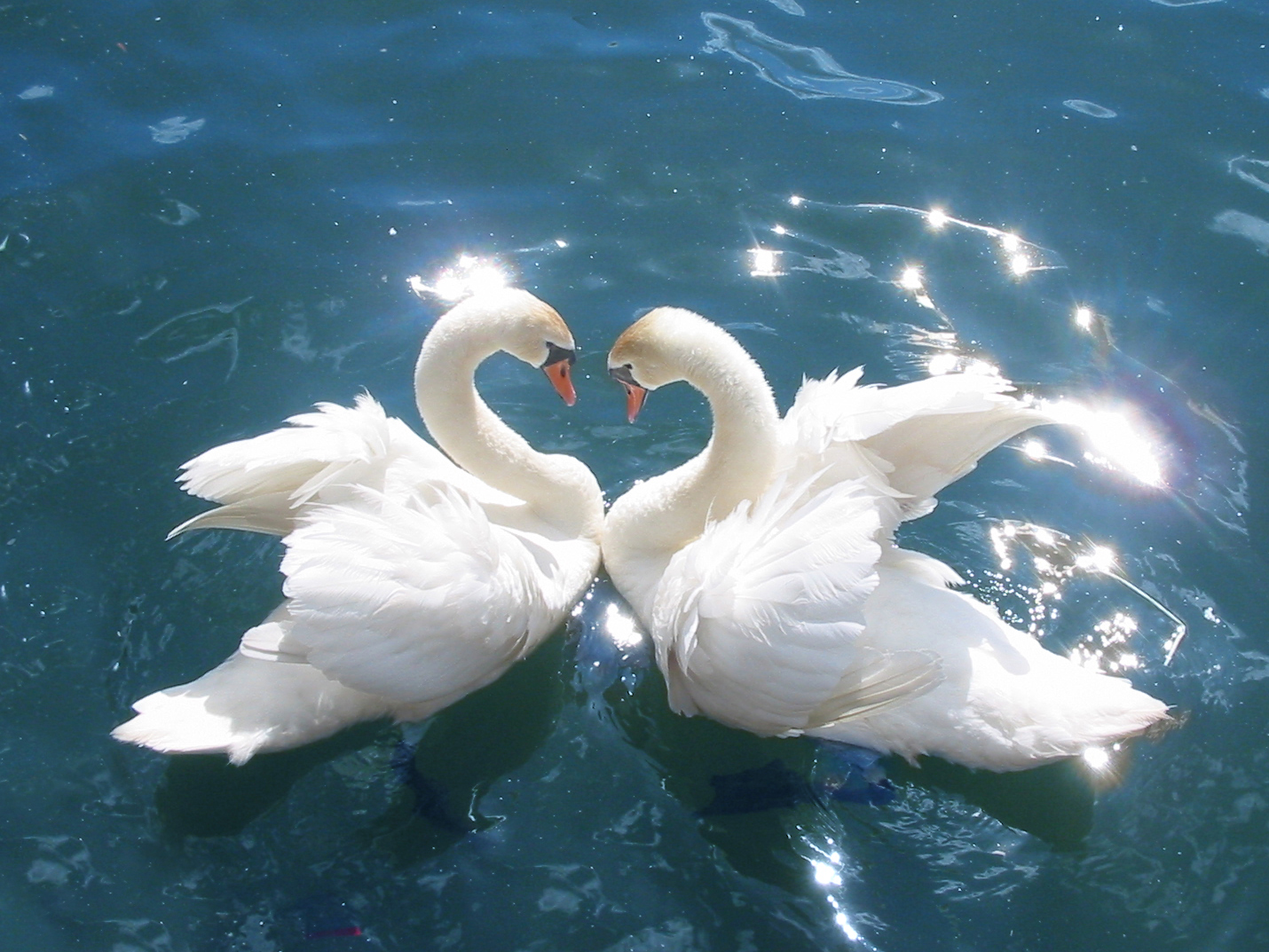
Łabędź jest istotnym motywem w adwajtawedancie. Jego symboliczne znaczenia to: 1. Poprzez powtarzanie słowa hamsa (sanskryckiego słowa oznaczającego łabędź), staje się soham (w sanskrycie zwrot ten oznacza „Ja jestem Nim”). 2. Mimo iż łabędź mieszka w wodzie, woda nie brudzi jego piór; tak samo wyzwolony adwajtyn nie daje się zwieść mai, mimo iż w niej żyje. 3. Mnich z zakonu dasanami nazywany jest Paramahamsą (najwyższym łabędziem)

Adwajta (dosł.: „nie-dualizm”) jest systemem monistycznym. Termin „adwajta” odnosi się do jedności duszy jednostkowej (Atmana) i Boga, Absolutu (Brahmana). Kanonicznymi tekstami tej doktryny są księgi Prasztanatraji, składające się z Upaniszad, Bhagawadgity i Brahmasutr.
Adi Śankara jako pierwszy w swej tradycji filozoficznej zdefiniował doktrynę adwajtawedanty. Napisał komentarze do Prasztanatraji. Następujący cytat z jego dzieła Wiweka-ćudamani streszcza zwięźle całą doktrynę adwajtawedanty:
Brahman jest jedyną prawdą, świat jest nierealny i nie ma różnicy między Brahmanem a indywidualną jaźnią.
Adwajtawedanta opiera się na śastrach (świętych tekstach), jukti (rozumowaniu), anubhawie (doświadczeniu) i karmach (praktykach duchowych). Filozofia ta dostarcza jasno określonej drogi życia, którą należy kroczyć. Zgodnie z jej założeniami, powinno się postępować według jej wskazówek przez całe życie – od dzieciństwa aż po śmierć. Filozofia Śankary jest filozofią doświadczenia, którą charakteryzuje aforyzm „Ty jesteś tym”, oznaczający, że nie ma różnicy między doświadczającym, doświadczanym (światem) a Brahmanem. Przedstawiciele adwajtawedanty uważają, że wśród jej zwolenników oraz wśród członków innych filozofii pojawiły się osoby, które osiągnęły wyzwolenie i pełne zjednoczenie z Brahmanem (moksza) podczas życia – tzw. dźiwanmuktowie. Te osoby w pełni zrealizowały i poczuły, że ich dusze jednostkowe są dokładnie tym samym co Brahman.
Komentarze Śankary do Upaniszad, Bhagawadgity i Brahmasutr są jego najważniejszymi i niewątpliwie jego własnymi dziełami. Mimo iż stosował tradycyjne metody komentowania Brahmasutr, istnieje wiele argumentów przemawiających za tym, że adwajtawedanta jest esencją nauk Upaniszad. Śankara nauczał, że mokszę można uzyskać tylko poprzez bezpośrednie poznanie Brahmana.
Doktryna Śankary nie zyskała akceptacji u kolejnych filozofów z nurtu wedanty, głosili oni odmienne tezy. Nie została zaaprobowana również przez południowoindyjskich śiwaitów ze szkoły śaiwasiddhanta.
Śankarze czasem zarzucano nauczanie buddyzmu pod przykrywką hinduizmu, ponieważ uważano, że jego idee niedwoistości były trochę zbyt radykalne jak na ówczesną filozofię indyjską. Późniejsi buddyści wierzyli w nieśmiertelną, niezmienną, absolutną prawdę, którą można zrealizować po uświadomieniu sobie nierealności samsary, jednak wedantyści nie byli zwolennikami tej idei. Mimo iż adwajtawedanta wysuwa teorię mai, opisując wszechświat jako „sztuczkę magika”, Adi Śankara i jego zwolennicy uważają to za konsekwencję faktu, że tylko Brahman jest rzeczywisty. Ich idea mai wyłania się z wiary w rzeczywistość Brahmana, a nie na odwrót (w przeciwieństwie do buddyzmu).

## Dzieła
Dzieła Adi Śankary, spisane w sanskrycie, zajmują się logicznym ustanowieniem i popularyzacją doktryny adwajtawedanty – takiej, jaką dostrzegał w Upaniszadach. Śankara formułował swój system filozoficzny poprzez cytowanie Wed i innych świętych pism hinduizmu, przywiązywał dużą wagę do swanubhawy (bezpośredniego doświadczenia), nie stroniąc od dysputy i polemiki z innymi szkołami filozoficznym (darśanami): mimansą, sankhją, wajśesziką, filozofią buddyjską czy dźinijską.
Tradycyjnie jego dzieła klasyfikuje się jako bhaśja (Komentarze), Prakarata gratha (Traktaty filozoficzne) i Stotra (Hymny dewocyjne). Komentarze dostarczają spójnej interpretacji świętych tekstów hinduizmu z punktu widzenia adwajtawedanty, traktaty filozoficzne przedstawiają metodologie, umożliwiające zrozumienie tej doktryny, a poetyckie hymny dewocyjne mają na celu uwypuklenie relacji między bhaktą a czczonym Bogiem.
Śankara sformułował bhaśje do dziesięciu głównych upaniszad, brahmasutr i Bhagawadgity oraz do Upadeśasahasri, Atmabodha, Tattwa-bodhaka i Śarirakabhaszja. Cytuje w nich m.in. Upaniszadę Śweśwatara, Upaniszadę Kauśitakai, Upaniszadę Mahanarajana i Upaniszadę Dźabala (autentyczność bhaśji do Upaniszady Kauśitaki, Upaniszady Nrisimhatapani i Upaniszady Śweśwatara bywa czasem kwestionowana). Komentarze Śankary do Brahmasutr są najstarszymi obecnie znanymi, sam autor wspomina jednak czasem o istnieniu starszych.
W swej bhaśji do Brahmasutr podaje przykłady Dharmawjadhy, Widury i innych osób, urodzonych ze znajomością Brahmana uzyskaną w poprzednich życiach. Pisze, że działanie jej efektów nie może być powstrzymane w obecnym życiu. Według Śankary wiedzę zdobytą przez znajomość Wed można również zdobyć poprzez nauki Puran i Itihas. W swej Baśji do Upaniszady Taittireja (2.2) pisze:
Ustalono, że każdy ma prawo do tej wiedzy (wiedzy o Brahmanie) i że najwyższy cel można osiągnąć tylko przez tę wiedzę.
Większość badaczy jest zgodna co do autorstwa następujących dzieł:
- Bhagawadgitobhaszja
- Ćhandogjopaniszadbhaszja
- Bryhadaranjakopaniszadbhaszja
- Upadeśasahasri

Pozostałe nie zawsze spotykają się z jednogłośnym przypisywaniem autorstwa Adi Śankarze.

## Wpływ na historię
Mimo iż Śankara żył tylko ok. trzydzieści lat, miał bardzo duży wpływ na Indie i hinduizm.
W Indiach czasów Śankary hinduizm zaczął słabnąć, a popularność zaczęły zdobywać buddyzm i dźinizm. Wyznawcy hinduizmu podzielili się na liczne odłamy, które się ze sobą kłóciły. Dodatkowo wielu przedstawicieli filozofii sankhja było ateistami – nie wierzyli w Boga jako zjednoczoną istotę. Istniały też szkoły takie jak np. Ćarwaka, które negowały autorytet Wed.

### Smartyzm
Adi Śankara prowadził dysputy z członkami tych odłamów, aby nawrócić ich na swoją doktrynę. Zjednoczył odłamy teistyczne we wspólny system Śanmata.
Śankara czczony jest w smartyzmie. Wprowadził też praktykę pańćajatanapudźy.

### Wedanta
W swych dziełach Adi Śankara przywiązywał dużą wagę do istotności Wed i pomógł hinduizmowi odzyskać siłę i popularność. Obecnie dominująca pozycja Wedanty w Indiach jest często kojarzona z jego dziełami. Śankara starał się o rozpowszechnienie studiowania Wed w różnych rejonach Indii.
Śankara razem z Ramanudźą i Madhwą przyczynił się w istotny sposób do odrodzenia hinduizmu. Ci trzej nauczyciele stworzyli doktryny uznawane do dziś przez liczne sampradaje. Byli jednymi z najważniejszych postaci w historii filozofii indyjskiej. W swych dziełach dostarczali argumentacji przeciw niewedantyjskim szkołom filozoficznym (np. sankhji czy mimansie). Dzięki nim wedanta stała się największą i najpopularniejszą szkołą filozofii indyjskiej.
Wedanta kładzie duży nacisk na Upaniszady, w przeciwieństwie do innych kierunków, przywiązujących wagę przeważnie do tekstów pisanych przez ich założycieli. Według wedanty, Wedy (w tym Upaniszady) stanowią ciągłą tradycję mądrości przekazywaną ustnie. Idea ustnego przekazywania stała się siłą sprawczą szkół wedanty, jednak oprócz tradycji wedyjskiej Śankara podkreślał istotność bezpośredniego doświadczenia. W szkołach wedanty przedmiotem studiów są również tematy takie jak: logika, gramatyka, a także inne kierunki filozoficzne.
Śankara jest centralną postacią filozoficznej szkoły adwajtawedanty.

### Daśanami

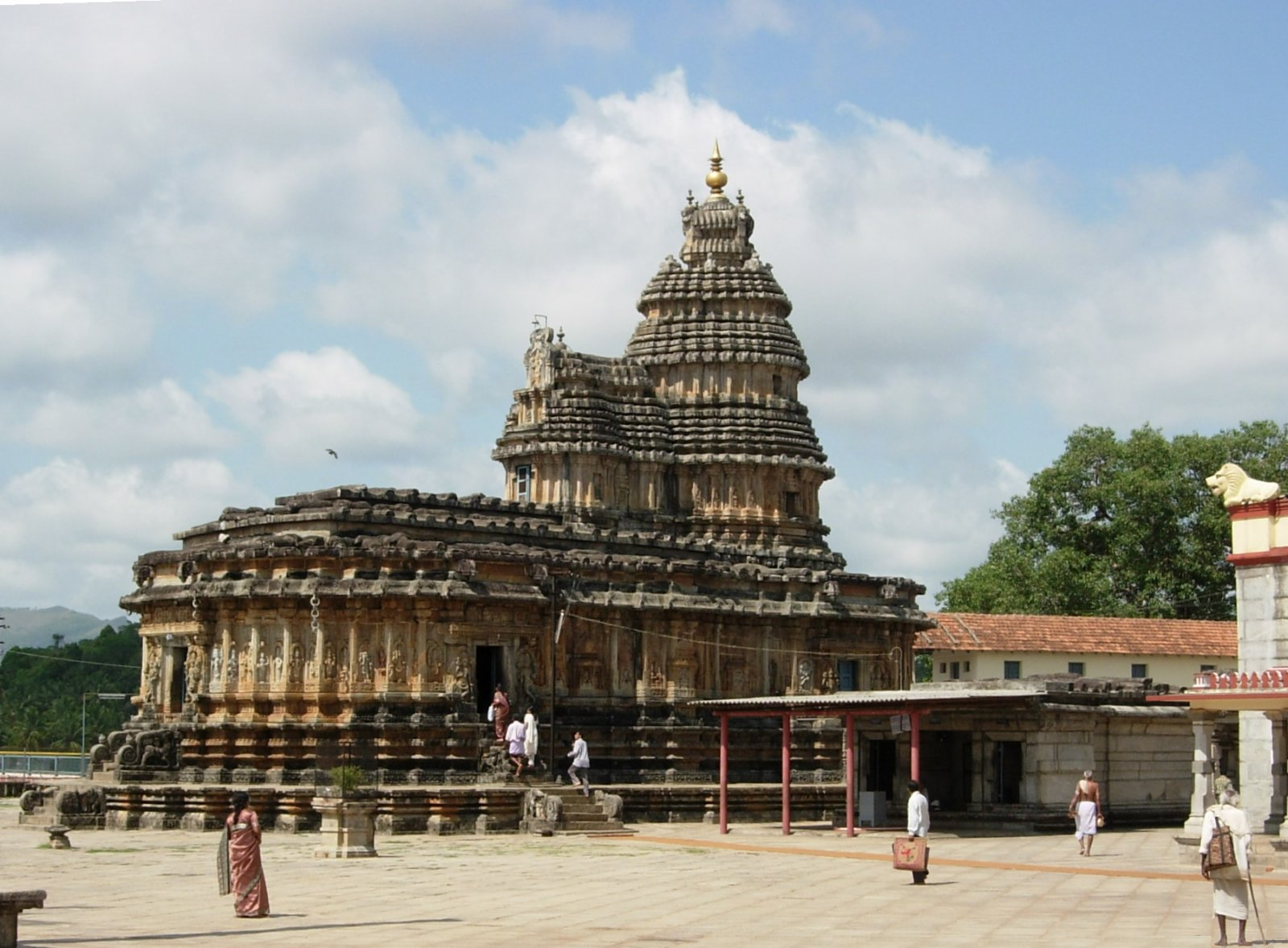
Świątynia w mathcie w Śringeri

Śankara założył daśanami, zakonną hinduistyczną organizację swamich o dziesięciu nurtach.
Założył cztery mathy (klasztory stołeczne, siedziby kolejnych śankaraćarjów) mające na celu propagowanie jego nauk. Znajdują się one w Śringeri (Karnataka na południu Indii), w Dwarace (Gujarat, zachodnie Indie), w Puri (Orisa, wschodnie Indie) oraz w Dźjotirmath (Uttarakhand, północne Indie). Według tradycji hinduistycznej Śankara postawił na czele każdej z tych math czterech swoich uczniów – odpowiednio: Sureśwaraćarję, Hastamalakaćarję, Padmpaćarję i Totakaćarję. Wszyscy kolejni naczelnicy tych math są uczniami w sukcesji tych właśnie osób. Każdy z nich nosi tytuł Śankaraćarja (po założycielu math – Śankarze).
Każda z math odpowiada jednej z czterech Wed.
| Śiśja (uczeń)    | Matha                  | Aforyzm                                    | Weda        | Sampradaja |
| ---------------- | ---------------------- | ------------------------------------------ | ----------- | ---------- |
| Hastamalakaćarja | Gowardhana matha       | Pradźnanam brahma (Brahman to Wiedza)      | Rygweda     | Bhogawala  |
| Sureśwara        | Śringeri Śarada Pitham | Aham brahmasmi (Ja jestem Brahmanem)       | Jadźurweda  | Bhuriwala  |
| Padmapada        | Dwaraka Pitha          | Tat twam asi (Ty jesteś Tym)               | Samaweda    | Kitawala   |
| Totakaćarja      | Dźjotirmath            | Ajamatma brahma (Ten Atman jest Brahmanem) | Atharwaweda | Nandawala  |

## Literatura dodatkowa
- Adi Śankara: Hymny Siankary. Anna Rucińska (tłum.). Wyd. 1. Kraków: Wydawnictwo Miniatura, 2006, s. 189. ISBN 83-7081-710-6.
- Małgorzata Sacha-Piekło. Spory wokół interpretacji doktryny Śankary. „Studia Religiologica”. Kraków. z.25/1992. s. 25–35.
- Małgorzata Sacha-Piekło. The conception of soul in the śamkara’s doctrine. „Studia Religiologica”. Kraków. z.26/1993. s. 66–72.
- Atmabodha. W: Stanisław Schayer: O filozofowaniu Hindusów. Artykuły wybrane. Marek Mejor (wybór i wstęp). Wyd. 1. Warszawa: PWN, 1998, s. 33–37, seria: Polska Akademia Nauk. Komitet Nauk Orientalistycznych. ISBN 83-01-08657-2.
- Powszechna Encyklopedia Filozofii, t. 9, s. 329